# Denver (Caroline du Nord)
Pour les articles homonymes, voir Denver (homonymie).
Denver est une census-designated place située dans le Comté de Lincoln en Caroline du Nord. En 2000, sa population était de 13 030 habitants.

## Démographie
| 2000  | 2010  | - | - | - | - |
| ----- | ----- | - | - | - | - |
| 1 912 | 2 309 | - | - | - | - |

## Traduction
- (en) Cet article est partiellement ou en totalité issu de l’article de Wikipédia en anglais intitulé « Denver, North Carolina » (voir la liste des auteurs).